# ひまわりバス (熊取町)
ひまわりバスは、大阪府泉南郡熊取町で運行しているコミュニティバス。南海ウイングバスに運行委託している。1999年4月1日から運行を開始した。愛称の「ひまわりバス」は、熊取町の町花がヒマワリであることに由来する。

## 沿革
- 1999年4月1日：運行開始[1]。日野リエッセ3台での運行。
- 2010年10月1日：有料化、運行経路を2コースに[2]。日野リエッセ2台での運行に。
- 2011年10月1日：なんかいバスカード・スルッとKANSAI対応カードに対応、なんかいバスカードでの乗り継ぎ割引を開始[3]。
- 2012年7月1日：運行経路を4コースに[4][5]。
- 2016年8月1日：土日祝の運行を開始[6]。また「永楽ゆめの森公園（旧永楽墓苑前）」の移設、「成合口」「青葉台口」「地域包括支援センター前」「七山西」の停留所を追加[6]。
- 2016年10月1日：車両が更新され日野ポンチョ2台での運行になる[7]。
- 2019年4月1日：障がい者等の運賃が無料となる。またその対象に精神障がい者保健福祉手帳所持者が加わる[8]。
- 2019年11月1日：「和田」停留所の新設、その他停留所の移設と名称の変更を行う[9]。
- 2021年4月1日 - 2025年3月31日：運賃を一時的に無料とする[10][11][12]。
- 2021年5月14日：法令に基づかない任意の団体として「熊取町公共交通会議」を設置。
- 2022年11月1日：バスロケーションシステムの運用を開始[13]。
- 2023年2月3日：地域公共交通の活性化及び再生に関する法律に基づく「熊取町公共交通協議会」を設置[14]。
- 2025年2月：「熊取町地域公共交通計画」を策定[15]。
- 2025年4月1日[16]
  - 「イオンモール日根野」「京大体育館前」「南山の手台（つばさが丘方面循環コース）」「教育子どもセンター前」停留所を新設。
  - 本数を平日7便（従来8便）、土休日6便（従来9月から4月が6便、5月から8月が7便）に減便。

## 運行概況
- 年末年始（12月29日～1月3日）と祭礼時を除き原則毎日運行。臨時運行（増便）および臨時運休が行われることもある。
- 車両は「メジーナちゃん号」「ジャンプ君号」の2台でコースは4コース。各車両はそれぞれ2つのコースを交互に運行し、同じ車両かつ別コースの停留所間を移動する際は乗り換えの必要はない。別の車両のコースを利用する際は「熊取町役場」停留所で乗り継ぎ券を発行している。
- 各コースの運行便数は平日7便、土休日6便。平日は午前8時から午後7時ごろまで運行し、土休日は第1便を間引いている。

## 運賃
- 運賃は後払いで大人100円・子供50円。身体障がい者手帳、療育手帳、精神障がい者保健福祉手帳または特定の保護施設の長が発行する所定の運賃割引証を呈示することで無料となる。また、手帳に「バス介護付」の記載もしくはスタンプが押印されている場合に限り、同伴する介護者1名は半額（大人50円、子供30円、ただし原則現金での支払い）になる。
- 全国相互利用サービスを導入している10種類の交通系ICカードおよび南海バス専用カード「なっち」、降車時のみタッチする。かつては「なんかいバスカード」も利用可能であった。
- 前述の通り、別の車両に乗り継ぐ際に乗り継ぎ券を発行している。

## 路線
どのコースも熊取町役場前を始終着点とする。また、どちらの車両もひまわりドーム前を経由する。以下、主な経由地のみ掲載する。

### メジーナちゃん号使用コース

#### つばさが丘方面循環コース
熊取町役場前 → 小谷 → ひまわりドーム前 → つばさが丘中央 → 成合口 → 和田 → 熊取団地 → 山原 → 朝和口 → 熊取町役場前

#### 七山方面循環コース
熊取町役場前 → 青年会場前 → 大久保サニーハイツ → 七山北 → 熊取ニュータウン（関西医療大学前） → 自由が丘 → 希望が丘南 → 図書館前 → 熊取町役場前

### ジャンプ君号使用コース

#### 青葉台方面循環コース
熊取町役場前 → 朝和口 → 青年会場前 → 青葉台南 → イオンモール日根野 → 地域包括支援センター前 → 長池 → 朝和口 → 熊取町役場前

#### 自然公園方面循環コース
熊取町役場前 → 山の手台口 → 熊取団地 → 朝代 → 成合口 → 永楽ゆめの森公園前（永楽墓苑前） → 高田 → ひまわりドーム前 → 小谷 → 山の手台口 → 熊取町役場前

## 鉄道との接続
民間バス事業者の経営圧迫による直営路線バスの衰退を防ぐため、鉄道への接続（熊取駅・泉佐野駅）はバス会社の直営路線のみとしている。そのため、ひまわりバスは熊取駅ロータリーには乗り入れず、公共施設への交通手段に特化している。

## 過去の運行状況

### 2010年10月から2012年6月
- 運賃は大人100円・子供50円。身体障害者手帳、療育手帳などを提示することで半額となる。
- コース数は5から2へ単純化されたが町内網羅の度合に変化は少ない。一日各8便になったため重複走行がなかった地域はすべて増便となった。旧コースを踏襲しない経路があり、乗車地と降車地の組によっては所要時間の大きな変化がある。

どちらのコースも熊取町役場前とひまわりドームを経由する。ただし所要時間に10分の差があり、ドームへは第1コース、役場へは第2コースが早く着く。2012年7月の再編でそれぞれ2分割され、第1コースの前半が七山方面循環コース、後半がつばさが丘方面循環コースに、第2コースの前半が青葉台方面循環コース、後半が自然公園方面循環コースになった。
第1コース
熊取町役場前 → 北紺屋 → 水荘園 → 大久保サニーハイツ → 桜が丘 → 新野田口 → 松風台 → 七山南 → 七山北 → 若葉 → 希望が丘北 → 自由が丘 → 図書館口 → 希望が丘南 → 小垣内 → 大宮 → 小谷 → ひまわりドーム前 → つばさが丘 → 野外活動ふれあい広場口 → 関空国際口 → 南小学校前 → 和田口 → 熊取団地 → 長池 → 山原 → 高塚台 → 朝和口 → 熊取町役場前
第2コース熊取町役場前 → 朝和口 → 五門 → 紺屋 → 防災コミュニティ公園前 → 泉陽ケ丘 → 青葉台北 → 青葉台南 → 平見 → 芦谷 → 長池 → 山の手台西 → 山の手台中 → 南山の手台 → 熊取団地 → 朝代 → 関空国際口 → 成合 → 永楽墓苑前 → 高田 → ひまわりドーム前 → 小谷 → 第２保育所前 → 山の手台口 → 熊取町役場前

### 2010年9月まで
- 運賃が無料だった。
- 時間帯は午前9時から午後5時、本数は各コースとも日に3～5本。
- 全5コース。全コースが熊取町役場とひまわりドームを経由していた。

第1コース熊取町役場前 → 北紺屋 → 水荘園 → 大久保サニーハイツ → 桜が丘 → 松風台 → つつじケ丘 → 七山新田 → 七山 → 新野田北 → 新野田南 → 熊取町役場前 → 小垣内 → 大宮 → 小谷 → ひまわりドーム前 → 小谷 → 大宮 → 大浦口 → 熊取町役場前
第2コース熊取町役場前 → 煉瓦館前 → 図書館前 → 希望が丘南 → 自由が丘 → 希望が丘北 → 若葉 → 川田 → 希望が丘南 → 図書館前 → 熊取町役場前 → 小垣内 → 大宮 → 小谷 → ひまわりドーム前 → 小谷 → 大宮 → 大浦口 → 熊取町役前場
第3コース熊取町役場前 → 朝和口 → 五門 → 煉瓦館前 → 大久保 → 泉陽ヶ丘 → 青葉台北 → 青葉台南 → 芦谷北 → 芦谷南 → 山原 → 高塚台 → 朝和口 → 熊取町役場前 → 山の手台口 → 第2保育所前 → ひまわりドーム前 → 第2保育所前 → 山の手台口 → 熊取町役場前
第4コース熊取町役場前 → 山の手台西 → 山の手台中 → 南山の手台 → 和田 → 和田北 → 長池 → 熊取団地 → 朝代 → 原子力研究所前 → 中ノ池北 → 平見 → 青年会場前 → 北紺屋 → 熊取町役場前 → 山の手台口 → 第2保育所前 → ひまわりドーム前 → 第2保育所前 → 山の手台口 → 熊取町役場前
第5コース熊取町役場前 → ひまわりドーム前 → つばさが丘 → 関空国際 → 成合 → 永楽墓苑前 → 高田 → ひまわりドーム前 → 熊取町役場前

## 利用者数
熊取町統計書で発表されているひまわりバスの利用者数は以下の通りである。
| 年度     | 乗車人数合計 | 備考                                 |
| -------- | ------------ | ------------------------------------ |
| 2018年度 | 63,343       |                                      |
| 2019年度 | 66,135       | 2019年11月1日：停留所を新設          |
| 2020年度 | 49,766       |                                      |
| 2021年度 | 67,548       | 当年度より運賃を一時的に無料とする。 |
| 2022年度 | 84,633       |                                      |